# Biển Baltic

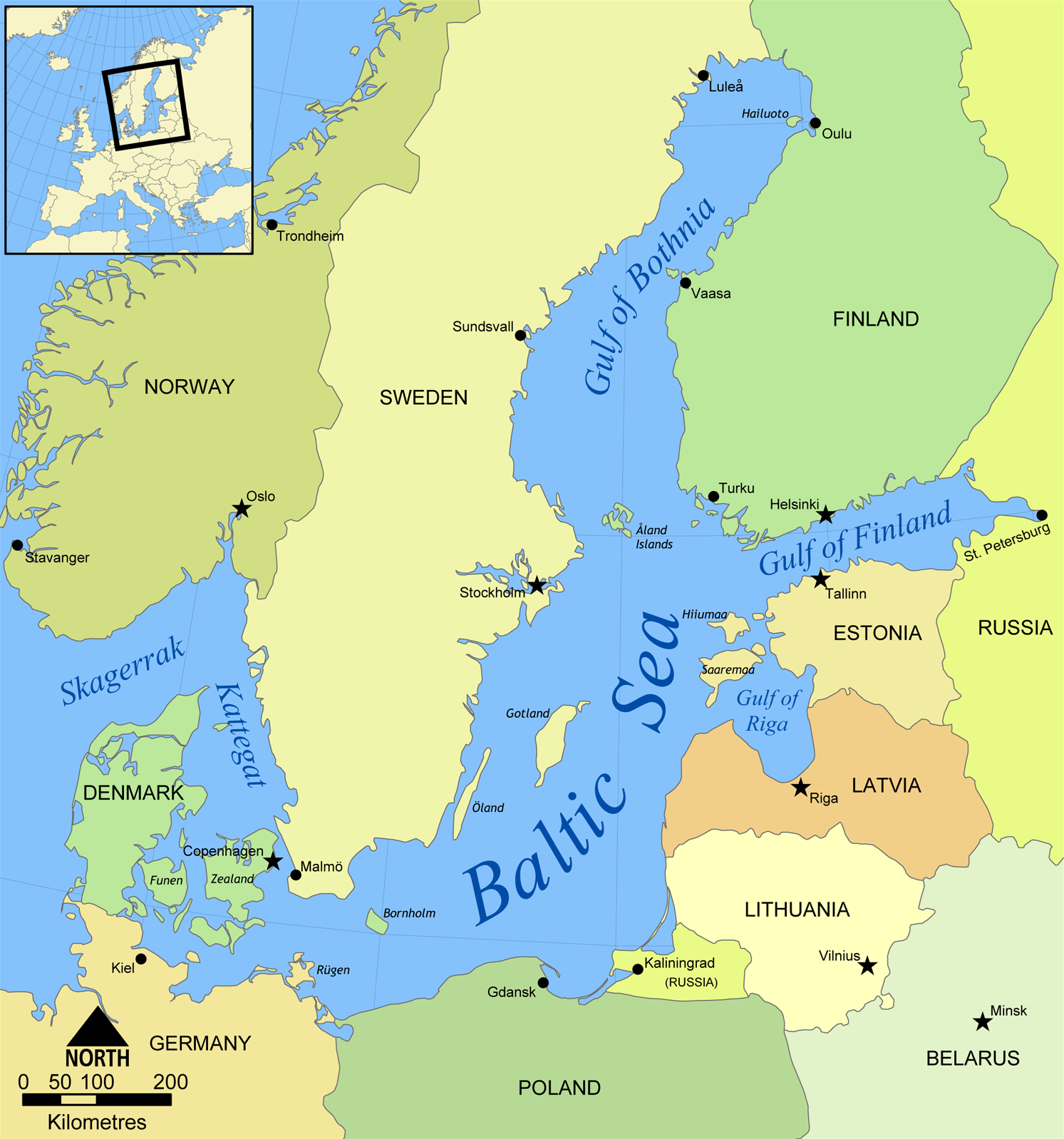
Bản đồ biển Baltic

Biển Baltic (phiên âm: "Ban-tích") hay còn gọi là Biển Đông (tiếng Đức: Ostsee) là biển rìa lục địa được bao bọc bởi bán đảo Scandinavia, khu vực Trung Âu và Đông Âu và quần đảo Đan Mạch. Biển Baltic nối với biển Trắng bởi kênh đào Biển Trắng và với Biển Bắc bởi kênh đào Kiel.
Adam xứ Bremen (một sử gia người Đức) là người đầu tiên dùng cái tên "Baltic" gọi vùng biển này. Có vẻ như ông lấy cái tên này từ tên một hòn đảo lớn, đảo Baltia, cũng nằm trong khu vực Bắc Âu.

## Địa lý
Biển Baltic là một biển nội địa lớn. Kích thước:
- Dài 1610 cây số
- Rộng trung bình 193 cây số
- Sâu trung bình 55 m
- Độ sâu nhất ở vùng trung tâm phía Thụy Điển (459 m)
- Diện tích mặt nước: 277000 cây số vuông.
- Thể tích: 21000 km khối
- Đường bờ biển dài 8000 cây số.
- Các nước tiếp giáp với biển Baltic: Đan Mạch, Estonia, Phần Lan, Đức, Latvia, Litva, Ba Lan, Nga, Thụy Điển.
- Các đảo và quần đảo thuộc khu vực biển Baltic: Aland (khu tự trị thuộc Phần Lan), đảo Bornholm (Đan Mạch), đảo Gotland (Thụy Điển), đảo Hailuato (Phần Lan), đảo Hiiumaa (Estonia), đảo Kotlin (Nga), đảo Muhu (Estonia), đảo Oland (Thụy Điển), đảo Rugen (Đức), đảo Saaremaa (Estonia), quần đảo Stockholm (Thụy Điển), đảo Usedom hay còn gọi là Uznam (phân chia giữa Ba Lan và Đức), đảo Valassaaret (Phần Lan), đảo Wolin (Ba Lan).

## Đóng băng
Tính trung bình nhiều năm, bề mặt biển Baltic bị đóng băng lớn nhất hàng năm là 45%. Khu vực bị đóng băng kiểu này trong suốt mùa đông gồm vịnh Bothnia, vịnh Phần Lan, vịnh Riga, Väinameri thuộc quần đảo Estonia, quần đảo Stockholm và biển Archipelago. Những khu vực còn lại không đóng băng trong suốt mùa đông bình thường, ngoại trừ các vịnh được che chắn và các đầm phá nông như phá Curonia. Bề mặt băng lớn nhất vào tháng 2 hoặc tháng 3; băng đặc biệt dày ở những khu vực tận cùng phía bắc như vịnh Bothnia, bồn trũng phía bắc của vịnh Bothnia, khoảng 70 cm (28 in). Bề dày này giảm dần về phía nam.
Đóng băng bắt đầu diễn ra ở các điểm cực bắc thuộc vịnh Bothnia đặc biệt vào giữa tháng 11, phát triển đến các vùng nước mở thuộc vịnh Bothnia vào đầu tháng 1. Biển Bothnia, nằm phía nam Kvarken, trung bình đóng băng vào cuối tháng 2. Vịnh Phần Lan và vịnh Riga đóng băng vào cuối tháng 1. Năm 2011, vịnh Phần Lan hoàn toàn bị đóng băng vào ngày 15 tháng 2.
Kể từ năm 1720 đến nay, biển Baltic đã từng đóng băng hoàn toàn 20 lần. Lần gần đây nhất vào đầu năm 1987, là mùa đông khắc nghiệt nhất ở bán đảo Scandinavia từ ngày đó. Băng bao phủ diện tích 400.000 km². Năm 2007, hầu như không có sự đóng băng trừ một thời gian rất ngắn trong tháng 3.
Trong mùa xuân, vịnh Phần Lan và vịnh Bothnia, băng thường rút vào cuối tháng 4, còn một vài núi băng kéo dài tới tháng 5 ở các điểm cực phía đông của vịnh Phần Lan. Ở cực phía bắc, băng tồn tại đến cuối tháng 5; cho đến đầu tháng 6 nó biến mất.
Lớp phủ băng là môi trường sinh sống chính của 2 loài thú lớn gồm hải cẩu xám (Halichoerus grypus) và Baltic ringed seal (Pusa hispida botnica). Cả hai loài này kiếm ăn dưới lớp băng và sinh sản trên băng. Trong 2 loài này, chỉ có loài hải cẩu P. hispida botnica chịu đựng được điều kiện băng không đủ, nó chỉ chăm con non chỉ trên băng. Hải cẩu xám thích nghi với việc sinh sản không có băng trên biển. Lớp băng biển này cũng chứa một số loài tảo sống bên dưới và bên trong các túi nước muối trong băng.

## Thủy văn
Nước biển Baltic chảy ra qua eo biển Đan Mạch; tuy nhiên dòng chảy này phức tạp. Lớp nước lợ trên mặt chảy vào biển Bắc 940 km³ mỗi năm. Do khác nhau về độ mặn, nguyên tắc thẩm thấu độ mặn, lớp nước dưới lớp bề mặt mặn hơn lại chảy vào với dung tích 475 km³ mỗi năm. Nó hòa trộn một cách chậm chạp với nước bên trên tạo ra gradient độ mặn từ trên xuống dưới, với hầu hết nước mặn tồn tại ở độ sâu từ 40 đến 70 m. Về tổng thể, dòng hải lưu có chiều kim đồng hồ: chảy về phía bắc theo ranh giới phía đông, và về phía nam theo ranh giới phía tây.
Sự khác biệt về dòng chảy ra và vào hoàn toàn do các nguồn cung cấp nước ngọt. Có hơn 25 sông suối chảy vào vùng biển này với tổng diện tích lưu vực khoảng 1,6 triệu km², cung cấp khoảng 660 km³ nước mỗi năm cho biển Baltic. Các sông ở Bắc âu gồm Oder, Vistula, Neman, Daugava và Neva. Ngoài ra còn các nguồn nước ngọt có nguồn gốc khí quyển khác nhau ít bị bốc hơi.
Nguồn cung cấp nước mặn quan trọng là dòng nước chảy vào từ Biển Bắc. Các dòng chảy này có vai trò quan trọng đối với hệ sinh thái biển Baltic do chúng vận chuyển oxy đến các vùng biển sâu của Baltic, thường diễn ra trung bình cứ mỗi 4-5 năm kể từ thập niên 1980. Trong những thập niên gần đây, quá trình này diễn ra ít thường xuyên hơn. Ba lần gần đây nhất diễn ra vào các năm 1983, 1993 và 2003 và dự đoán một chu kỳ mới sẽ diễn ra cách nhau khoảng 10 năm.
Mực nước biển nhìn chung phụ thuộc nhiều vào điều kiện gió trong khu vực hơn là ảnh hưởng của thủy triều. Tuy nhiên, các dòng thủy triều xuất hiện tại các đoạn hẹp ở những phần phía tây của biển Baltic.
Chiều cao sóng thường thấp hơn nhiều so với sóng trong biển Bắc. Các cơn bão dữ dội và đột ngột, thường xuyên quét qua bề mặt, do sự khác biệt nhiệt độ lớn và thời gian gió tiếp cận lâu dài. Gió mùa cụng cây trên những thay đổi nhỏ về mực nước biển khoảng 0,5 m.

## Sinh học

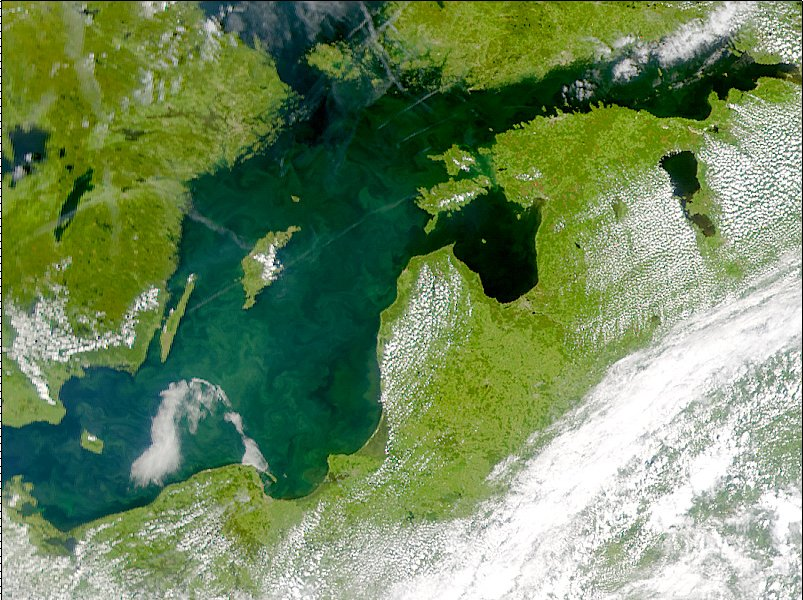
Thực vật phù du "nở hoa" trên biển Baltic, 3 tháng 6 năm 2001.

Khoảng 100.000 km2 (38.610 dặm vuông Anh) diện tích đáy biển Baltic (chiếm 1/4 diện tích đáy biển) là vùng biển chết. Có nhiều nước mặn tồn tại dưới đáy, tách biệt với các nguồn nước mặt và nước khí quyển. Việc ngăn cách này là suy giảm hàm lượng oxy trong đới biển chết. Trong đới này chủ yếu có vi khuẩn sinh sống, chúng tiêu hóa chất hữu cơ và thảy ra hydro sulfide. Do đới kỵ khí này lớn nên hệ sinh thái đáy biển khác biệt với hệ sinh thái của vùng biển Đại Tây Dương lân cận.
Các kế hoạch tạo ra những khu vực có oxy nhân tạo bằng hiện tượng phú dưỡng đã được đại học Gothenburg và Inocean AB đề xuất. Đề xuất này dự kiến sẽ dùng bơm điều hướng để thổi không khí vào các vùng nước ở độ sâu khoảng 130m
Vì biển Baltic còn trẻ nên chỉ có vài loài đặc hữu như Parvicardium hauniense và tảo sinh sản vô tính Fucus radicans. Có nhiều loài sinh vật biển thích nghi với độ mặn thấp như herring biển Baltic (nhỏ hơn so với loài trong Đại Tây Dương). Hệ động vật đáy bao gồm chủ yếu là Monoporeia affinis, nguyên thủy chúng là loài nước ngọt. Do thiếu vắng hoạt động thủy triều làm ảnh hưởng đến các loài sinh vật biển so với Đại Tây Dương.
Hệ động vật cá của Baltic gồm các loài nước mặn như cá tuyết, cá trích, cá meluc, cá bơn sao, cá bơn, cá bống biển sừng ngắn và cá bơn turbot, và các loài nước ngọt như cá rô, cá chó, cá ngần và cá rutilus.
Có sự suy giảm số loài động vật từ Belts đến vịnh Bothnia. Độ mặn giảm dọc theo con đường này làm ảnh hưởng đến chức năng sinh lý và môi trường sống.
Các ảnh vệ tinh chụp trong tháng 6 năm 2010 thể hiện hiện tượng nước nở hoa mạnh bao phủ diện tích 377.000 km² trên biển Baltic. Khu vực tảo phát triển khéo dài từ Đức và Ba Lan đến Phần Lan. Các nhà nghiên cứu về hiện tượng này cho biết nước nở hoa đã từng diễn ra trong mỗi mùa hè trong vòng vài thập niên. Phân bón thải ra từ các vùng đất nông nghiệp xung quanh đã làm trầm trọng thêm vấn đề và dẫn đến sự gia tăng phú dưỡng.

## Các thành phố

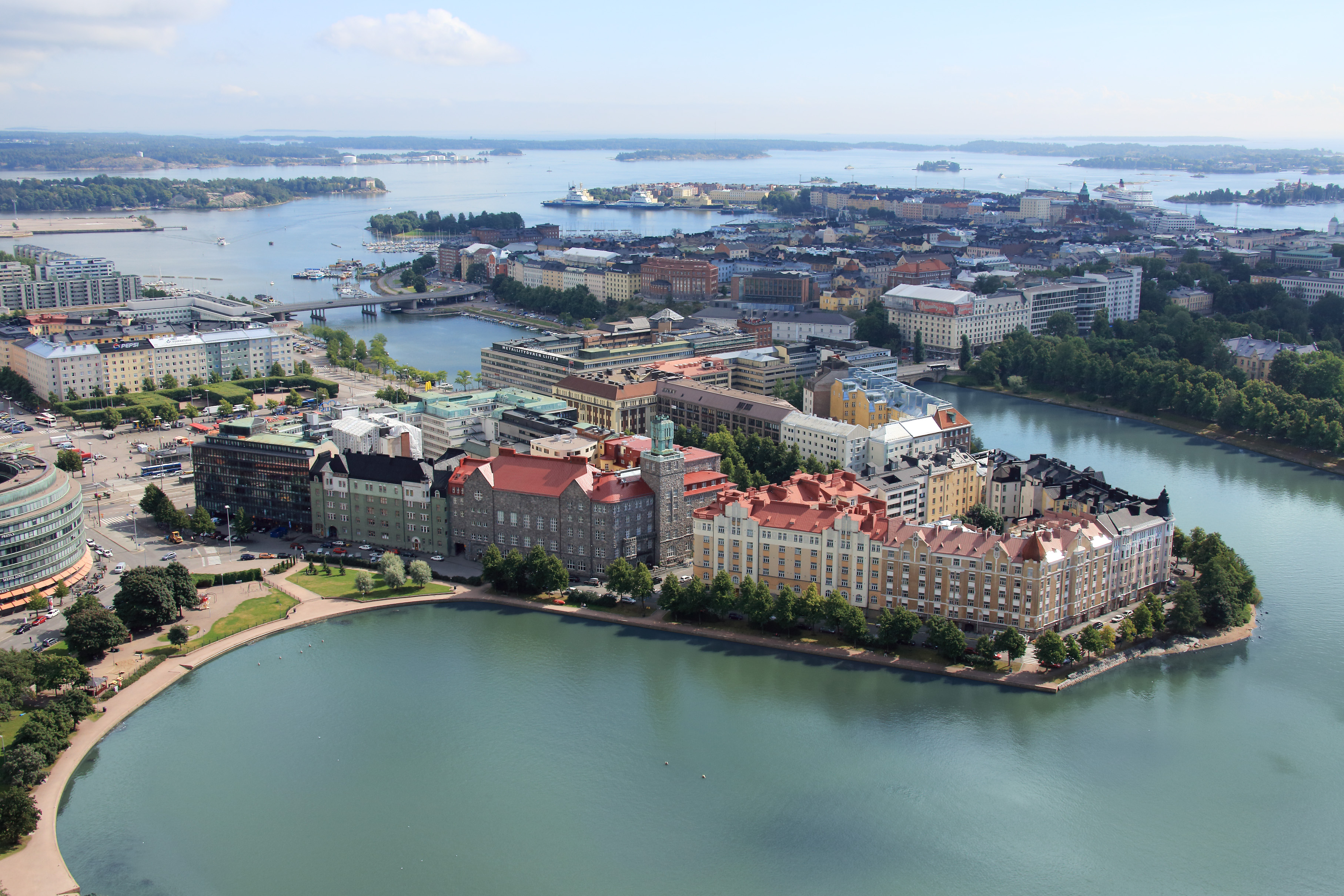
Trung tâm sự kiện Paasitorni ở Helsinki

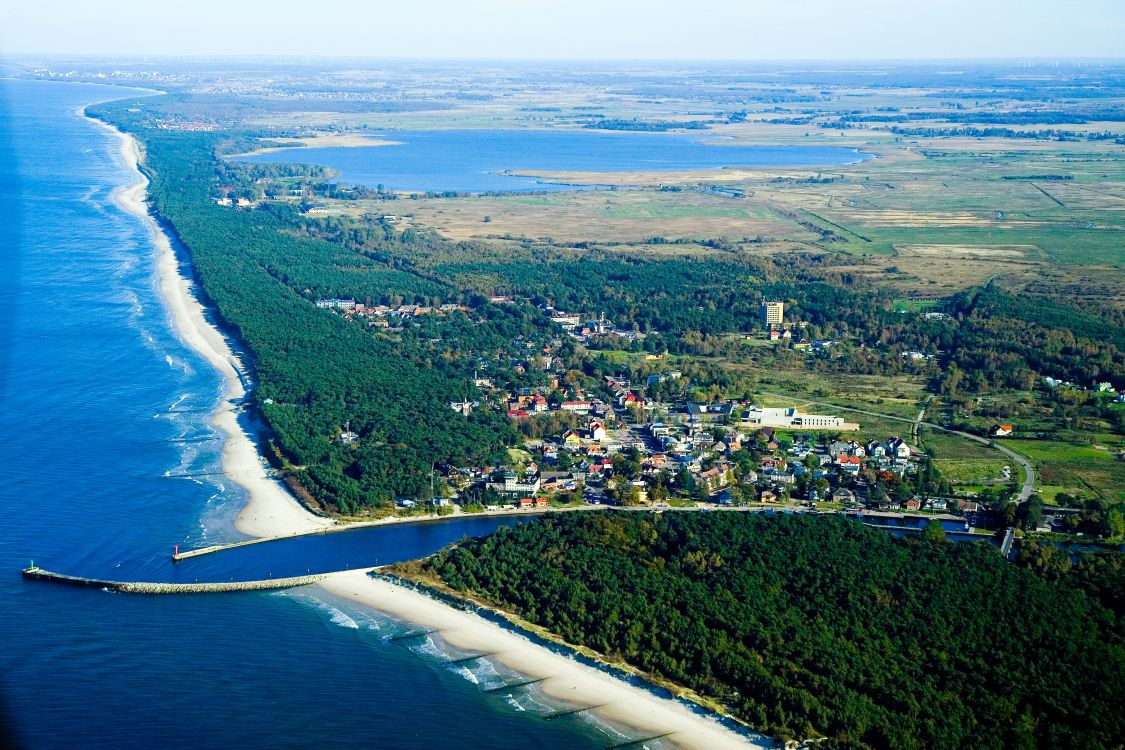
Phía đông của Mrzeżyno và cửa sông Rega

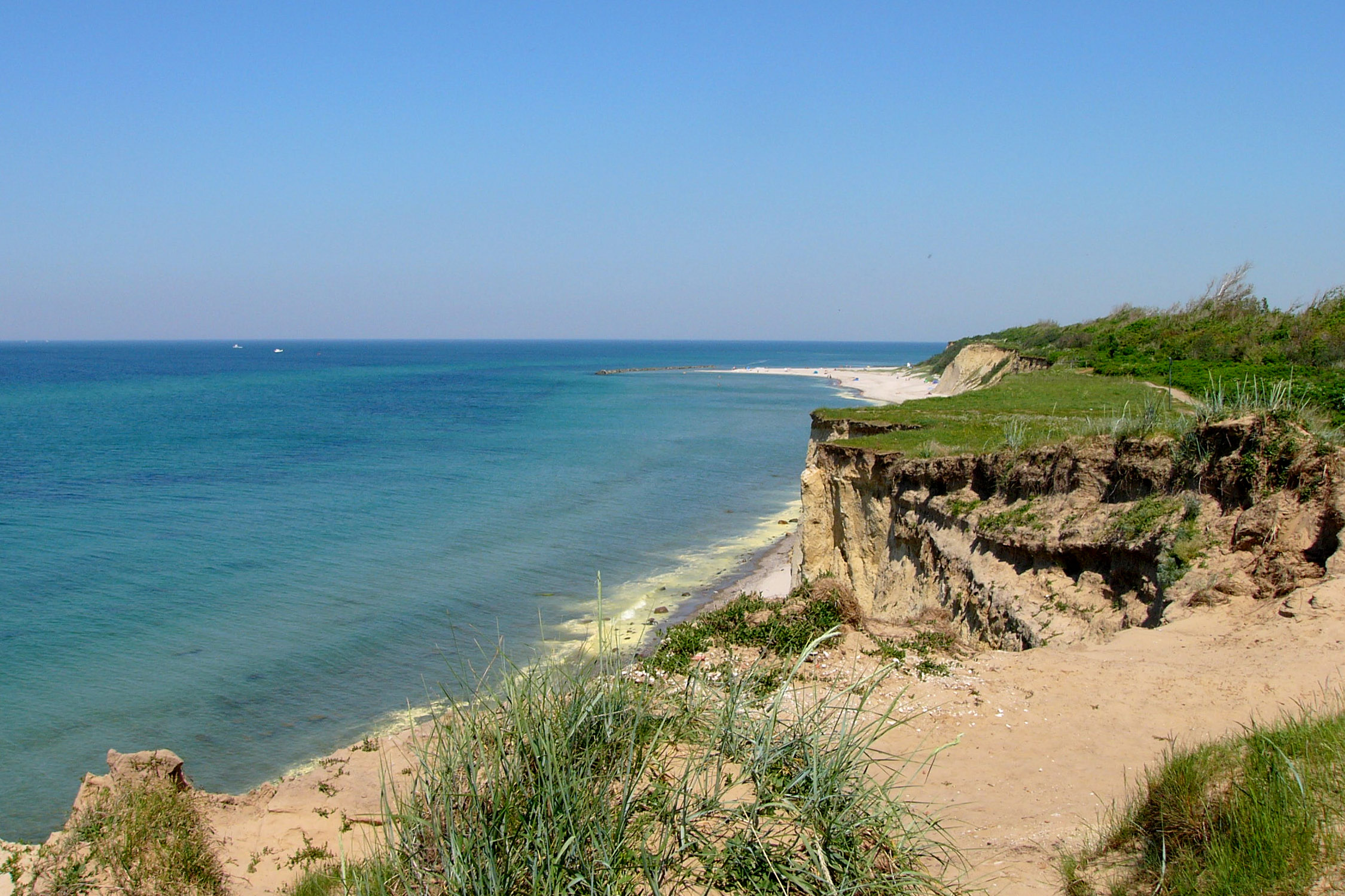
Ahrenshoop

Các thành phố lớn ven biển xếp theo dân số:
- Saint Petersburg (Nga) 4.700.000 (vùng đô thị 6.000.000)
- Stockholm (Thụy Điển) 843.39 (vùng đô thị 2.046.103)
- Riga (Latvia) 709.000 (vùng đô thị 842.000)
- Helsinki (Phần Lan) 579.016 (vùng đô thị 1.303.126)
- Copenhagen (Đan Mạch) 502.204 (vùng đô thị 1.823.109)
- Gdańsk (Ba Lan) 462.700 (vùng đô thị 1.041.000)
- Kaliningrad (Nga) 431.500
- Szczecin (Ba Lan) 413.600 (vùng đô thị 778.000)
- Tallinn (Estonia) 401.774
- Malmö (Thụy Điển) 290.078 (facing the Sound)
- Gdynia (Ba Lan) 255.600 (vùng đô thị 1.041.000)
- Kiel (Đức) 250.000
- Espoo (Phần Lan) 234.400 (một phần của vùng đô thị Helsinki)
- Lübeck (Đức) 216.100
- Rostock (Đức) 212.700
- Klaipėda (Lithuania) 194.400
- Turku (Phần Lan) 175.000
- Oulu (Phần Lan) 130.000

Các cảng quan trọng:
- Liepāja (Latvia) 85.000Cảng Kaliningrad
- Norrköping (Thụy Điển) 84.000
- Pori (Phần Lan) 83.000
- Gävle (Thụy Điển) 69.000
- Kotka (Phần Lan) 55.000
- Świnoujście (Ba Lan) 50.000
- Kołobrzeg (Ba Lan) 46.000
- Pärnu (Estonia) 44568
- Ventspils (Latvia) 44.000

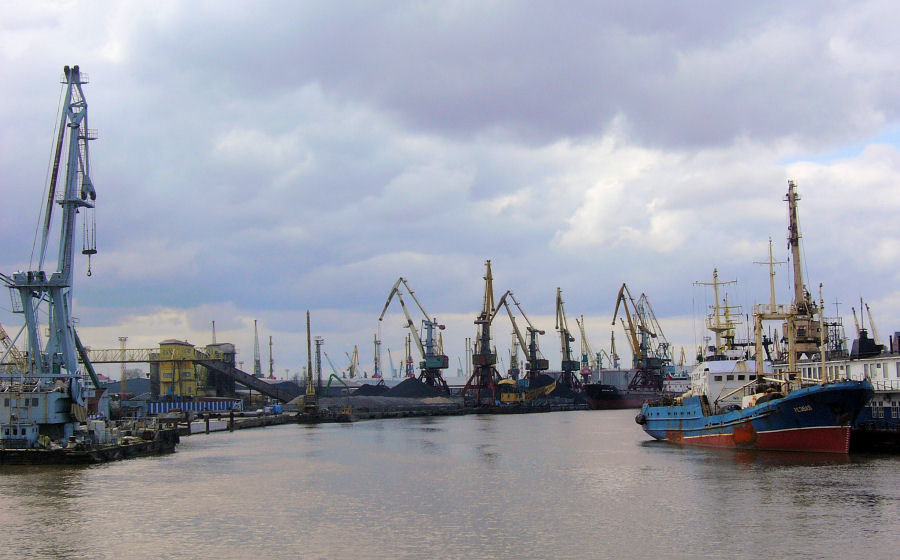
Cảng Kaliningrad

- Port of Police (Cảng biển trên sông Oder) ở Police, Ba Lan (34,319)
- Baltiysk (Nga) 34.000
- Trelleborg (Thụy Điển) 26.000
- Karlshamn (Thụy Điển) 19.000
- Maardu (Estonia) 16.570
- Sillamäe (Estonia) 16.567
- Władysławowo (Ba Lan) 15.000
- Darłowo (Ba Lan) 14.000
- Oxelösund (Thụy Điển) 11.000
- Mariehamn (Phần Lan) 11.000
- Hanko (Phần Lan) 10.000
- Sassnitz (Đức) 11.000